# 日本翻訳者協会
日本翻訳者協会（にほんほんやくしゃきょうかい、英称：Japan Association of Translators）は、東京都渋谷区に本部を置く特定非営利活動法人。翻訳者の翻訳技能の向上や翻訳という仕事への理解を深めることを目的として設立された団体。主に日本語・英語間の実務翻訳および通訳に従事する個人翻訳者・通訳者を会員としている。現在の会員数は約800名。そのうち約3分の1は海外在住者である。

## 概要
- 沿革：1985年5月　設立

　　　　　　2001年4月　東京都より特定非営利活動法人（NPO法人）の認証を受け、法人化。
- 本部所在地：東京都渋谷区渋谷2丁目7番14号

## 理事会役員 (2014年７月１日現在)
- 木下マリアン（理事長、翻訳コンテスト）
- ベン・トンプキンス（副理事長、分科会（SIG）& 地域活動委員会）
- 遠藤安岐子（会員、法務、会計補佐（日本）、Ask JAT）
- 丸岡英明（ウェブマスター補佐、分科会（SIG）& 地域活動委員会補佐、e塾）
- 木本恵（会計、法務補佐）
- 立花陽一郎（ウェブマスター）
- ステーシー・ジェリック（IJET, ウェブマスター補佐、会計補佐(海外)）
- 長谷見瑞菜子（監事）
- ノラ・スティーブンス・ヒース（監事）

## 歴代理事長
- キャサリン田治
- ジョン・ジメット
- ウィリアム・リゼ
- ポール・フリント
- ノラ・スティーブンス・ヒース（2006）
- ブライアン・ハイマン（2006-2007）
- 井隼眞奈子（2007-2009）
- 岩田ヘレン（2009-2013）